# Aurore (film, 2006)
Pour les articles homonymes, voir Aurore.
Pour plus de détails, voir Fiche technique et Distribution.
Aurore est un film français réalisé par Nils Tavernier, sorti en 2006.
Il s'agit du premier long métrage de fiction du réalisateur, qui avait auparavant réalisé de nombreux documentaires pour le cinéma et la télévision.

## Synopsis
Il était une fois un royaume où la danse était bannie depuis de longues années. Malgré l'interdiction de son père, la jeune princesse Aurore ne cesse de danser sous le regard émerveillé et complice de son petit frère Solal. Elle est la grâce incarnée.
Afin de sauver le royaume de la faillite, le roi est obligé de marier sa fille à un prince fortuné, et organise trois bals somptueux aux couleurs du monde. Apprenant ses desseins, la reine tente alors de s'opposer à son mari afin que sa fille puisse épouser l'homme qu'elle aime, le peintre du royaume, qui n'a pour lui que son art.
Aurore devra choisir entre la couronne et son amour, gardant toujours à l'esprit le conseil de sa mère : « N'oublie pas de danser, même si tu es triste… »

## Fiche technique
- Réalisateur : Nils Tavernier
- Scénario : Nils Tavernier et Jean Cosmos, d'après le roman d'Anne-Marie Pol
- Musique : Carolin Petit
- Photographie : Antoine Roch
- Son : François Sempé, Emmanuelle Lalande et Christian Fontaine
- Chorégraphie : Yutaka Takei
- Montage : Florence Ricard
- Décors : Emmanuelle Duplay, dans le château d'Ussé
- Costumes : Yvonne Sassinot de Nesle
- Production : La cinéfacture, France 2 Cinéma
- Pays d'origine :  France
- Langue : français
- Durée : 95 minutes
- Dates de sortie : 
  - {France : 2 mars 2006

## Distribution
- Margaux Chatelier : Aurore
- François Berléand : le roi
- Carole Bouquet : la reine
- Nicolas Le Riche : le peintre
- Monique Chaumette : la gouvernante
- Thibault de Montalembert : le conseiller du roi
- Kader Belarbi : le prince Abdallah
- Yann Bridard : le prince de Neufchatel
- Yutaka Takei : le prince de Thang Kai
- Carolyn Carlson : une danseuse